# Seligeria austriaca
Seligeria austriaca là một loài rêu trong họ Seligeriaceae. Loài này được T. Schauer mô tả khoa học đầu tiên năm 1967.